# البر (أسماء الله الحسنى)

## أدلة الاسم في القرآن والسنة
ذكر الله تبارك وتعالى تسمية نفسه باسم البَرُّ -بفتح الباء وتشديد الراء- في كتابه القرآن العظيم على لسان أهل الجنة في حديثهم عن فضل الله وبَرّه بهم في سورة الطور قال الله تعالى: ﴿إِنَّا كُنَّا مِنْ قَبْلُ نَدْعُوهُ إِنَّهُ هُوَ الْبَرُّ الرَّحِيمُ ۝٢٨﴾ [الطور:28]، ولم يرد الاسم في السنة إلا في حديث سرد الأسماء عند الترمذي وابن ماجة، وهذه الأسماء المدرجة في الأحاديث وتعيينها ليس من كلام النبي ﷺ باتفاق أهل المعرفة بحديثه.

## المعنى اللغوي
البَرُّ اسم فاعل للموصوف بالبر، فعله بَرَّ يَبَرُّ فهو بارُّ وجمعه بَرَرَة، والبِرُّ هو الإحسان، والبر في حق الوالدين والأقربِينَ من الأهل ضدّ العُقوق وهو الإساءة إليهم والتَّضْييع لحقهم، والبَرُّ والبارّ بمعنى واحد، لكن الذي ثبت في أسماء الله تعالى البَرُّ دُون البارّ والأسماء الحسنى توقيفية على النص.
والبَرُّ سبحانه وتعالى هو العَطوف على عبادة، فهو أهل البر والعطاء يحسن إلى عباده في الأرض أو في السماء، روى البخاري من حديث أَبِي هُرَيْرَةَ أَنَّ رَسُولَ اللهِ ﷺ قَالَ: «قَالَ اللَّهُ عَزَّ وَجَلَّ: أَنْفِقْ أُنْفِقْ عَلَيْكَ، وَقَالَ: يَدُ اللهِ مَلأَى لاَ تَغِيضُهَا نَفَقَةٌ، سَحَّاءُ اللَّيْلَ وَالنَّهَارَ، وَقَالَ: أَرَأَيْتُمْ مَا أَنْفَقَ مُنْذُ خَلَقَ السَّمَاءَ وَالأَرْضَ فَإِنَّهُ لَمْ يَغِضْ مَا فِي يَدِهِ، وَكَانَ عَرْشُهُ عَلَى الْمَاءِ، وَبِيَدِهِ الْمِيزَانُ يَخْفِضُ وَيَرْفَعُ»، كما أن البَرُّ الله  هو الصادق في وعده الذي يتجاوز عن عبده وينصره ويحميه، ويقبل القليل منه وينميه، وهو المحسن إلى عبادِهِ الذي عَمَّ بِرُّهُ وإحسانُه جميعَ خلقِهِ فما منهم من أحد إلا وتكفل الله برزقه، وقال أبو السعود في تفسيره: «البر المحسن الرحيم الكثير الرحمة الذي إذا عبد أثاب وإذا سئل أجاب»

## لماذا يسمىاللهتعالى نفسه بالبَرّ؟

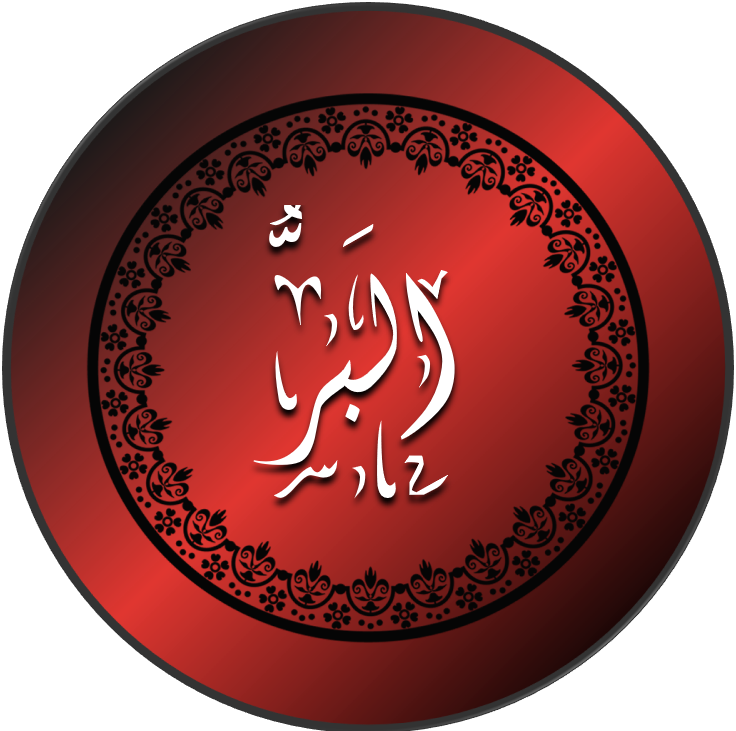
اسم الله البَرُّ مكتوب بخط مزخرف

يدل تسمية الله تعالى نفسه بالبَرّ على إتساع إحسانه إلى خلقة وكثرته حتى لا يمكن أبداً معرفة حد لإحسانه تعالى على خلقة كلهم فهو ربنا المحسن العظيم والرب الكريم واسع الفضل والعلم والحكمة
قال الله تعالى: ﴿وَلَا تُؤْمِنُوا إِلَّا لِمَنْ تَبِعَ دِينَكُمْ قُلْ إِنَّ الْهُدَى هُدَى اللَّهِ أَنْ يُؤْتَى أَحَدٌ مِثْلَ مَا أُوتِيتُمْ أَوْ يُحَاجُّوكُمْ عِنْدَ رَبِّكُمْ قُلْ إِنَّ الْفَضْلَ بِيَدِ اللَّهِ يُؤْتِيهِ مَنْ يَشَاءُ وَاللَّهُ وَاسِعٌ عَلِيمٌ ۝٧٣ يَخْتَصُّ بِرَحْمَتِهِ مَنْ يَشَاءُ وَاللَّهُ ذُو الْفَضْلِ الْعَظِيمِ ۝٧٤﴾ (سورة آل عمران)
قال الله تعالى: ﴿يَا أَيُّهَا الَّذِينَ آمَنُوا مَنْ يَرْتَدَّ مِنْكُمْ عَنْ دِينِهِ فَسَوْفَ يَأْتِي اللَّهُ بِقَوْمٍ يُحِبُّهُمْ وَيُحِبُّونَهُ أَذِلَّةٍ عَلَى الْمُؤْمِنِينَ أَعِزَّةٍ عَلَى الْكَافِرِينَ يُجَاهِدُونَ فِي سَبِيلِ اللَّهِ وَلَا يَخَافُونَ لَوْمَةَ لَائِمٍ ذَلِكَ فَضْلُ اللَّهِ يُؤْتِيهِ مَنْ يَشَاءُ وَاللَّهُ وَاسِعٌ عَلِيمٌ ۝٥٤﴾ (سورة المائدة)
قال الله تعالى: ﴿ذَلِكَ الْفَضْلُ مِنَ اللَّهِ وَكَفَى بِاللَّهِ عَلِيمًا ۝٧٠﴾ (سورة النساء)
قال الله تعالى: ﴿قُلْ بِفَضْلِ اللَّهِ وَبِرَحْمَتِهِ فَبِذَلِكَ فَلْيَفْرَحُوا هُوَ خَيْرٌ مِمَّا يَجْمَعُونَ ۝٥٨﴾ (سورة يونس)
قال الله تعالى: ﴿ذَلِكَ فَضْلُ اللَّهِ يُؤْتِيهِ مَنْ يَشَاءُ وَاللَّهُ ذُو الْفَضْلِ الْعَظِيمِ ۝٤﴾ (سورة الجمعة)
قال الله تعالى: ﴿فَضْلًا مِنَ اللَّهِ وَنِعْمَةً وَاللَّهُ عَلِيمٌ حَكِيمٌ ۝٨﴾ (سورة الحجرات)

## وصفاللهتعالى غيره بالبر
من واسع فضل الله تعالى وعظمته وكمال إحسانه أن أنعم على بعض عبادة بالبر وأثنى الله تعالى عليهم في القرآن الكريم
قال الله تعالى: ﴿كَلَّا إِنَّ كِتَابَ الْأَبْرَارِ لَفِي عِلِّيِّينَ ۝١٨ وَمَا أَدْرَاكَ مَا عِلِّيُّونَ ۝١٩ كِتَابٌ مَرْقُومٌ ۝٢٠ يَشْهَدُهُ الْمُقَرَّبُونَ ۝٢١ إِنَّ الْأَبْرَارَ لَفِي نَعِيمٍ ۝٢٢﴾ (سورة المطففين)
قال الله تعالى: ﴿لَكِنِ الَّذِينَ اتَّقَوْا رَبَّهُمْ لَهُمْ جَنَّاتٌ تَجْرِي مِنْ تَحْتِهَا الْأَنْهَارُ خَالِدِينَ فِيهَا نُزُلًا مِنْ عِنْدِ اللَّهِ وَمَا عِنْدَ اللَّهِ خَيْرٌ لِلْأَبْرَارِ ۝١٩٨﴾ (سورة آل عمران)
قال الله تعالى: ﴿رَبَّنَا إِنَّنَا سَمِعْنَا مُنَادِيًا يُنَادِي لِلْإِيمَانِ أَنْ آمِنُوا بِرَبِّكُمْ فَآمَنَّا رَبَّنَا فَاغْفِرْ لَنَا ذُنُوبَنَا وَكَفِّرْ عَنَّا سَيِّئَاتِنَا وَتَوَفَّنَا مَعَ الْأَبْرَارِ ۝١٩٣﴾ (سورة آل عمران)
قال الله تعالى: ﴿إِنَّ الْأَبْرَارَ يَشْرَبُونَ مِنْ كَأْسٍ كَانَ مِزَاجُهَا كَافُورًا ۝٥﴾ (سورة الإنسان)
قال الله تعالى: ﴿إِنَّ الْأَبْرَارَ لَفِي نَعِيمٍ ۝١٣﴾ (سورة الانفطار)
قال الله تعالى: ﴿يَا يَحْيَى خُذِ الْكِتَابَ بِقُوَّةٍ وَآتَيْنَاهُ الْحُكْمَ صَبِيًّا ۝١٢ وَحَنَانًا مِنْ لَدُنَّا وَزَكَاةً وَكَانَ تَقِيًّا ۝١٣ وَبَرًّا بِوَالِدَيْهِ وَلَمْ يَكُنْ جَبَّارًا عَصِيًّا ۝١٤﴾ (سورة مريم)
قال الله تعالى على لسان نبي الله عيسى ابن مريم عليه السلام: ﴿وَبَرًّا بِوَالِدَتِي وَلَمْ يَجْعَلْنِي جَبَّارًا شَقِيًّا ۝٣٢﴾ (سورة مريم)

## لماذا يدعو أهل الجنة ربهم سبحانه وتعالى بالبرالرحيم؟
عند دخول أهل الجنة في الجنة تختلف مراتبهم ومنازلهم ودرجاتهم ونعيمهم بحسب أعمالهم وحسناتهم ورحمة الله وفضله عليهم
هناك يشتاق بعضهم إلى ذريته الصالحة الذين دخلوا الجنة ولكن بسبب اختلاف الدرجات في الجنة لم يتمكنوا من الجلوس معهم وتبادل الحديث
فيعلم ربهم سبحانه وتعالى ذلك فيمن عليهم برحمته وفضله وبره فيلحق بهم ذريتهم رغم أن أعمالهم قد لا تصل إلى هذه الدرجات والمنازل العالية وذلك لتقر أعينهم بالجلوس مع أبائهم وذرياتهم في الجنة
فيفرح أهل الجنة بهذا الفضل جعلنا الله منهم ويثنون على الله ويدعونه باسم البر
ذكر الله تعالى لنا هذا في سورة الطور فقال
قال الله تعالى: ﴿وَالَّذِينَ آمَنُوا وَاتَّبَعَتْهُمْ ذُرِّيَّتُهُمْ بِإِيمَانٍ أَلْحَقْنَا بِهِمْ ذُرِّيَّتَهُمْ وَمَا أَلَتْنَاهُمْ مِنْ عَمَلِهِمْ مِنْ شَيْءٍ كُلُّ امْرِئٍ بِمَا كَسَبَ رَهِينٌ ۝٢١ وَأَمْدَدْنَاهُمْ بِفَاكِهَةٍ وَلَحْمٍ مِمَّا يَشْتَهُونَ ۝٢٢ يَتَنَازَعُونَ فِيهَا كَأْسًا لَا لَغْوٌ فِيهَا وَلَا تَأْثِيمٌ ۝٢٣ وَيَطُوفُ عَلَيْهِمْ غِلْمَانٌ لَهُمْ كَأَنَّهُمْ لُؤْلُؤٌ مَكْنُونٌ ۝٢٤ وَأَقْبَلَ بَعْضُهُمْ عَلَى بَعْضٍ يَتَسَاءَلُونَ ۝٢٥ قَالُوا إِنَّا كُنَّا قَبْلُ فِي أَهْلِنَا مُشْفِقِينَ ۝٢٦ فَمَنَّ اللَّهُ عَلَيْنَا وَوَقَانَا عَذَابَ السَّمُومِ ۝٢٧ إِنَّا كُنَّا مِنْ قَبْلُ نَدْعُوهُ إِنَّهُ هُوَ الْبَرُّ الرَّحِيمُ ۝٢٨﴾ (سورة الطور)

## أكثر الناس معرفة باسماللهتعالى البر
أكثر الناس معرفة باسم الله تعالى البر هم أهل الجنة لأنهم يعيشون أسمى وأعلى درجات البر من البر سبحانه وتعالى ويعرفون حقاً ما أعد لهم من فضله وإحسانه وكرمه وامتنانه ورحمته ولطفه بعباده
قال الله تعالى: ﴿هَلْ جَزَاءُ الْإِحْسَانِ إِلَّا الْإِحْسَانُ ۝٦٠﴾ (سورة الرحمن)
قال الله تعالى: ﴿مُتَّكِئِينَ عَلَى رَفْرَفٍ خُضْرٍ وَعَبْقَرِيٍّ حِسَانٍ ۝٧٦﴾ (سورة الرحمن)
قال الله تعالى: ﴿فَرِحِينَ بِمَا آتَاهُمُ اللَّهُ مِنْ فَضْلِهِ وَيَسْتَبْشِرُونَ بِالَّذِينَ لَمْ يَلْحَقُوا بِهِمْ مِنْ خَلْفِهِمْ أَلَّا خَوْفٌ عَلَيْهِمْ وَلَا هُمْ يَحْزَنُونَ ۝١٧٠ يَسْتَبْشِرُونَ بِنِعْمَةٍ مِنَ اللَّهِ وَفَضْلٍ وَأَنَّ اللَّهَ لَا يُضِيعُ أَجْرَ الْمُؤْمِنِينَ ۝١٧١﴾ (سورة آل عمران)
قال الله تعالى: ﴿جَنَّاتُ عَدْنٍ يَدْخُلُونَهَا يُحَلَّوْنَ فِيهَا مِنْ أَسَاوِرَ مِنْ ذَهَبٍ وَلُؤْلُؤًا وَلِبَاسُهُمْ فِيهَا حَرِيرٌ ۝٣٣ وَقَالُوا الْحَمْدُ لِلَّهِ الَّذِي أَذْهَبَ عَنَّا الْحَزَنَ إِنَّ رَبَّنَا لَغَفُورٌ شَكُورٌ ۝٣٤ الَّذِي أَحَلَّنَا دَارَ الْمُقَامَةِ مِنْ فَضْلِهِ لَا يَمَسُّنَا فِيهَا نَصَبٌ وَلَا يَمَسُّنَا فِيهَا لُغُوبٌ ۝٣٥﴾ (سورة فاطر)
قال الله تعالى: ﴿كَلَّا إِنَّ كِتَابَ الْأَبْرَارِ لَفِي عِلِّيِّينَ ۝١٨ وَمَا أَدْرَاكَ مَا عِلِّيُّونَ ۝١٩ كِتَابٌ مَرْقُومٌ ۝٢٠ يَشْهَدُهُ الْمُقَرَّبُونَ ۝٢١ إِنَّ الْأَبْرَارَ لَفِي نَعِيمٍ ۝٢٢ عَلَى الْأَرَائِكِ يَنْظُرُونَ ۝٢٣ تَعْرِفُ فِي وُجُوهِهِمْ نَضْرَةَ النَّعِيمِ ۝٢٤ يُسْقَوْنَ مِنْ رَحِيقٍ مَخْتُومٍ ۝٢٥ خِتَامُهُ مِسْكٌ وَفِي ذَلِكَ فَلْيَتَنَافَسِ الْمُتَنَافِسُونَ ۝٢٦ وَمِزَاجُهُ مِنْ تَسْنِيمٍ ۝٢٧﴾ ﴿عَيْنًا يَشْرَبُ بِهَا الْمُقَرَّبُونَ ۝٢٨﴾ (سورة المطففين)
قال الله تعالى: ﴿أَصْحَابُ الْجَنَّةِ يَوْمَئِذٍ خَيْرٌ مُسْتَقَرًّا وَأَحْسَنُ مَقِيلًا ۝٢٤﴾ (سورة الفرقان)
قال الله تعالى: ﴿وُجُوهٌ يَوْمَئِذٍ نَاعِمَةٌ ۝٨ لِسَعْيِهَا رَاضِيَةٌ ۝٩ فِي جَنَّةٍ عَالِيَةٍ ۝١٠ لَا تَسْمَعُ فِيهَا لَاغِيَةً ۝١١ فِيهَا عَيْنٌ جَارِيَةٌ ۝١٢ فِيهَا سُرُرٌ مَرْفُوعَةٌ ۝١٣ وَأَكْوَابٌ مَوْضُوعَةٌ ۝١٤ وَنَمَارِقُ مَصْفُوفَةٌ ۝١٥ وَزَرَابِيُّ مَبْثُوثَةٌ ۝١٦﴾ (سورة الغاشية)
قال الله تعالى: ﴿فَأَمَّا مَنْ أُوتِيَ كِتَابَهُ بِيَمِينِهِ فَيَقُولُ هَاؤُمُ اقْرَءُوا كِتَابِيَهْ ۝١٩ إِنِّي ظَنَنْتُ أَنِّي مُلَاقٍ حِسَابِيَهْ ۝٢٠ فَهُوَ فِي عِيشَةٍ رَاضِيَةٍ ۝٢١ فِي جَنَّةٍ عَالِيَةٍ ۝٢٢ قُطُوفُهَا دَانِيَةٌ ۝٢٣ كُلُوا وَاشْرَبُوا هَنِيئًا بِمَا أَسْلَفْتُمْ فِي الْأَيَّامِ الْخَالِيَةِ ۝٢٤﴾ (سورة الحاقة)

## كيف يكوناللهسبحانه وتعالى براً؟
البر من الله سبحانه وتعالى يكون في الدنيا والآخرة
قال الله تعالى: ﴿وَالْقَوَاعِدُ مِنَ النِّسَاءِ اللَّاتِي لَا يَرْجُونَ نِكَاحًا فَلَيْسَ عَلَيْهِنَّ جُنَاحٌ أَنْ يَضَعْنَ ثِيَابَهُنَّ غَيْرَ مُتَبَرِّجَاتٍ بِزِينَةٍ وَأَنْ يَسْتَعْفِفْنَ خَيْرٌ لَهُنَّ وَاللَّهُ سَمِيعٌ عَلِيمٌ ۝٦٠﴾ (سورة النور)

### البر في الدنيا
- بر الله تعالى للأولياء والمحسنين والصالحين

يكون بر الله تعالى لعباده الأولياء والمحسنين والصالحين بزيادة ومضاعفة أجورهم وثوابهم وإعطائهم الكرامات والإحسان إليهم بحفظهم من شر الأشرار والكفار
قال الله تعالى: ﴿فَلَا تَعْلَمُ نَفْسٌ مَا أُخْفِيَ لَهُمْ مِنْ قُرَّةِ أَعْيُنٍ جَزَاءً بِمَا كَانُوا يَعْمَلُونَ ۝١٧﴾ (سورة السجدة)
قال الله تعالى: ﴿وَبَشِّرِ الَّذِينَ آمَنُوا وَعَمِلُوا الصَّالِحَاتِ أَنَّ لَهُمْ جَنَّاتٍ تَجْرِي مِنْ تَحْتِهَا الْأَنْهَارُ كُلَّمَا رُزِقُوا مِنْهَا مِنْ ثَمَرَةٍ رِزْقًا قَالُوا هَذَا الَّذِي رُزِقْنَا مِنْ قَبْلُ وَأُتُوا بِهِ مُتَشَابِهًا وَلَهُمْ فِيهَا أَزْوَاجٌ مُطَهَّرَةٌ وَهُمْ فِيهَا خَالِدُونَ ۝٢٥﴾ (سورة البقرة)
قال الله تعالى: ﴿وَالَّذِينَ آمَنُوا وَعَمِلُوا الصَّالِحَاتِ سَنُدْخِلُهُمْ جَنَّاتٍ تَجْرِي مِنْ تَحْتِهَا الْأَنْهَارُ خَالِدِينَ فِيهَا أَبَدًا لَهُمْ فِيهَا أَزْوَاجٌ مُطَهَّرَةٌ وَنُدْخِلُهُمْ ظِلًّا ظَلِيلًا ۝٥٧﴾ (سورة النساء)
قال الله تعالى: ﴿فَأَمَّا الَّذِينَ آمَنُوا وَعَمِلُوا الصَّالِحَاتِ فَيُوَفِّيهِمْ أُجُورَهُمْ وَيَزِيدُهُمْ مِنْ فَضْلِهِ وَأَمَّا الَّذِينَ اسْتَنْكَفُوا وَاسْتَكْبَرُوا فَيُعَذِّبُهُمْ عَذَابًا أَلِيمًا وَلَا يَجِدُونَ لَهُمْ مِنْ دُونِ اللَّهِ وَلِيًّا وَلَا نَصِيرًا ۝١٧٣ يَا أَيُّهَا النَّاسُ قَدْ جَاءَكُمْ بُرْهَانٌ مِنْ رَبِّكُمْ وَأَنْزَلْنَا إِلَيْكُمْ نُورًا مُبِينًا ۝١٧٤ فَأَمَّا الَّذِينَ آمَنُوا بِاللَّهِ وَاعْتَصَمُوا بِهِ فَسَيُدْخِلُهُمْ فِي رَحْمَةٍ مِنْهُ وَفَضْلٍ وَيَهْدِيهِمْ إِلَيْهِ صِرَاطًا مُسْتَقِيمًا ۝١٧٥﴾ (سورة النساء)
قال الله تعالى: ﴿وَعَدَ اللَّهُ الَّذِينَ آمَنُوا وَعَمِلُوا الصَّالِحَاتِ لَهُمْ مَغْفِرَةٌ وَأَجْرٌ عَظِيمٌ ۝٩﴾ (سورة المائدة)
قال الله تعالى: ﴿إِنَّ عِبَادِي لَيْسَ لَكَ عَلَيْهِمْ سُلْطَانٌ وَكَفَى بِرَبِّكَ وَكِيلًا ۝٦٥﴾ (سورة الإسراء)
قال الله تعالى: ﴿إِلَّا الَّذِينَ صَبَرُوا وَعَمِلُوا الصَّالِحَاتِ أُولَئِكَ لَهُمْ مَغْفِرَةٌ وَأَجْرٌ كَبِيرٌ ۝١١﴾ (سورة هود)
قال الله تعالى: ﴿إِنَّ الَّذِينَ آمَنُوا وَعَمِلُوا الصَّالِحَاتِ يَهْدِيهِمْ رَبُّهُمْ بِإِيمَانِهِمْ تَجْرِي مِنْ تَحْتِهِمُ الْأَنْهَارُ فِي جَنَّاتِ النَّعِيمِ ۝٩ دَعْوَاهُمْ فِيهَا سُبْحَانَكَ اللَّهُمَّ وَتَحِيَّتُهُمْ فِيهَا سَلَامٌ وَآخِرُ دَعْوَاهُمْ أَنِ الْحَمْدُ لِلَّهِ رَبِّ الْعَالَمِينَ ۝١٠﴾ (سورة يونس)
قال الله تعالى: ﴿الَّذِينَ آمَنُوا وَعَمِلُوا الصَّالِحَاتِ طُوبَى لَهُمْ وَحُسْنُ مَآبٍ ۝٢٩﴾ (سورة الرعد)
قال الله تعالى: ﴿وَأُدْخِلَ الَّذِينَ آمَنُوا وَعَمِلُوا الصَّالِحَاتِ جَنَّاتٍ تَجْرِي مِنْ تَحْتِهَا الْأَنْهَارُ خَالِدِينَ فِيهَا بِإِذْنِ رَبِّهِمْ تَحِيَّتُهُمْ فِيهَا سَلَامٌ ۝٢٣﴾ (سورة إبراهيم)
قال الله تعالى: ﴿إِنَّ الَّذِينَ آمَنُوا وَعَمِلُوا الصَّالِحَاتِ سَيَجْعَلُ لَهُمُ الرَّحْمَنُ وُدًّا ۝٩٦﴾ (سورة مريم)
قال الله تعالى: ﴿إِلَّا الَّذِينَ آمَنُوا وَعَمِلُوا الصَّالِحَاتِ لَهُمْ أَجْرٌ غَيْرُ مَمْنُونٍ ۝٢٥﴾ (سورة الانشقاق)
- بر الله تعالى للمسيئين والمذنبين

يكون بر الله تعالى لعباده المسيئين والمذنبين بالستر عليهم وقبول توبتهم ومسح ذنوبهم ويبدلهم بالسيئات إحسانا وعفوا عند التوبة
قال الله تعالى: ﴿قُلْ يَا عِبَادِيَ الَّذِينَ أَسْرَفُوا عَلَى أَنْفُسِهِمْ لَا تَقْنَطُوا مِنْ رَحْمَةِ اللَّهِ إِنَّ اللَّهَ يَغْفِرُ الذُّنُوبَ جَمِيعًا إِنَّهُ هُوَ الْغَفُورُ الرَّحِيمُ ۝٥٣﴾ (سورة الزمر)
قال الله تعالى: ﴿نَبِّئْ عِبَادِي أَنِّي أَنَا الْغَفُورُ الرَّحِيمُ ۝٤٩ وَأَنَّ عَذَابِي هُوَ الْعَذَابُ الْأَلِيمُ ۝٥٠﴾ (سورة الحجر)

### البر في الآخرة
وهو بر الله تعالى بالأولياء والصالحين بتحقيق ماوعدهم به في الآخرة من النعيم المقيم
قال الله تعالى: ﴿وَنَادَى أَصْحَابُ الْجَنَّةِ أَصْحَابَ النَّارِ أَنْ قَدْ وَجَدْنَا مَا وَعَدَنَا رَبُّنَا حَقًّا فَهَلْ وَجَدْتُمْ مَا وَعَدَ رَبُّكُمْ حَقًّا قَالُوا نَعَمْ فَأَذَّنَ مُؤَذِّنٌ بَيْنَهُمْ أَنْ لَعْنَةُ اللَّهِ عَلَى الظَّالِمِينَ ۝٤٤﴾ (سورة الأعراف)
قال الله تعالى: ﴿جَنَّاتِ عَدْنٍ الَّتِي وَعَدَ الرَّحْمَنُ عِبَادَهُ بِالْغَيْبِ إِنَّهُ كَانَ وَعْدُهُ مَأْتِيًّا ۝٦١ لَا يَسْمَعُونَ فِيهَا لَغْوًا إِلَّا سَلَامًا وَلَهُمْ رِزْقُهُمْ فِيهَا بُكْرَةً وَعَشِيًّا ۝٦٢ تِلْكَ الْجَنَّةُ الَّتِي نُورِثُ مِنْ عِبَادِنَا مَنْ كَانَ تَقِيًّا ۝٦٣﴾ (سورة مريم)
قال الله تعالى: ﴿أَفَمَنْ وَعَدْنَاهُ وَعْدًا حَسَنًا فَهُوَ لَاقِيهِ كَمَنْ مَتَّعْنَاهُ مَتَاعَ الْحَيَاةِ الدُّنْيَا ثُمَّ هُوَ يَوْمَ الْقِيَامَةِ مِنَ الْمُحْضَرِينَ ۝٦١﴾ (سورة القصص)
قال الله تعالى: ﴿وَعْدَ اللَّهِ لَا يُخْلِفُ اللَّهُ وَعْدَهُ وَلَكِنَّ أَكْثَرَ النَّاسِ لَا يَعْلَمُونَ ۝٦﴾ (سورة الروم)
قال الله تعالى: ﴿إِنَّ الَّذِينَ آمَنُوا وَعَمِلُوا الصَّالِحَاتِ لَهُمْ جَنَّاتُ النَّعِيمِ ۝٨ خَالِدِينَ فِيهَا وَعْدَ اللَّهِ حَقًّا وَهُوَ الْعَزِيزُ الْحَكِيمُ ۝٩﴾ (سورة لقمان)
قال الله تعالى: ﴿لَكِنِ الَّذِينَ اتَّقَوْا رَبَّهُمْ لَهُمْ غُرَفٌ مِنْ فَوْقِهَا غُرَفٌ مَبْنِيَّةٌ تَجْرِي مِنْ تَحْتِهَا الْأَنْهَارُ وَعْدَ اللَّهِ لَا يُخْلِفُ اللَّهُ الْمِيعَادَ ۝٢٠﴾ (سورة الزمر)

## البر حسن الخلق
من بلاغة رسول الله صلى الله عليه وسلم وقد أوتي جوامع الكلم كما في حديث أبي هريرة رضي الله عنه قال: «قال رسول الله صلى الله عليه وسلم: نُصِرْتُ بِالرُّعْبِ، وَأُعْطِيتُ جَوَامِعَ الْكَلِمِ، وَأُحِلَّ لِي الْمَغْنَمُ، وَبَيْنَا أَنَا نَائِمٌ أُتِيتُ بِمَفَاتِيحِ خَزَائِنِ الْأَرْضِ فَتُلَّتْ فِي يَدِي».
ومن أعظم ماذكر عن البر من رسول الله صلى الله عليه وسلم حديث النّوّاسِ بْنِ سِمْعَانَ الأَنْصَارِيّ. «قَالَ: سَأَلْتُ رَسُولَ اللّهِ صلى الله عليه وسلم عَنِ الْبِرّ وَالإِثْمِ؟ فَقَالَ: "الْبِرّ حُسْنُ الْخُلْقِ. وَالإِثْمُ مَا حَاكَ فِي صَدْرِكَ، وَكَرِهْتَ أَنْ يَطّلِعَ عَلَيْهِ النّاسُ» رواه مسلم
ومن البر الإحسان إلى الأبناء في أسمائهم، روى مسلم من حديث محمد بن عمرو أنه قال:«سَمَّيْتُ ابْنَتِي بَرَّةَ فَقَالَتْ لِي زَيْنَبُ بِنْتُ أَبِى سَلَمَةَ: إِنَّ رَسُولَ اللهِ صلى الله عليه وسلم نَهَى عَنْ هَذَا الاِسْمِ، وَسُمِّيتُ بَرَّةَ فَقَالَ رَسُولُ اللهِ صلى الله عليه وسلم لاَ تُزَكُّوا أَنْفُسَكُمُ اللهُ أَعْلَمُ بِأَهْلِ الْبِرِّ مِنْكُمْ، فَقَالُوا بِمَ نُسَمِّيهَا قَالَ: سَمُّوهَا زَيْنَبَ»

## الدعاء والتعبد باسم الله البَرُّ
ورد الدعاء بالاسم المطلق في قول الله تعالى: ﴿إِنَّا كُنَّا مِنْ قَبْلُ نَدْعُوهُ إِنَّهُ هُوَ الْبَرُّ الرَّحِيمُ ۝٢٨﴾الطور:28، وروى ابن أبي شيبة من حديث مسروق عن عائشة :«أنها مرت بهذه الآية: ﴿فَمَنَّ اللَّهُ عَلَيْنَا وَوَقَانَا عَذَابَ السَّمُومِ ۝٢٧﴾ [الطور:27]فقالت: اللهم مُنَّ علينا وقنا عذاب السموم إنك أنت البَرُّ الرحيم، فقيل للأعمش: في الصلاة؟ فقال: في الصلاة»، وروى ابن ماجة وضعفه الألباني في دعاء عائشة :«اللَّهُمَّ إني أَدْعُوكَ اللهَ وَأَدْعُوكَ الرَّحْمَنَ وَأَدْعُوكَ الْبَرَّ الرَّحِيمَ، وَأَدْعُوكَ بِأَسْمَائِكَ الْحُسْنَى كُلِّهَا، مَا عَلِمْتُ مِنْهَا وَمَا لَمْ أَعْلَمْ أَنْ تَغْفِرَ لي وَتَرْحَمَنِي»، وروي عن علي بن أبي طالب أنه كان يقول:«صلوات الله البر الرحيم، والملائكة المقربين، والنبيين والصديقين والشهداء والصالحين، وما سبح لك من شيء يا رب العالمين على محمد بن عبد الله، خاتم النبيين وإمام المتقين»، ومن الدعاء أيضًا ما رواه مسلم من حديث ابن عمر  أن رسول الله ﷺ كان إذا استوى على بعيره خارجا إلى سفر كبر ثلاثا ثم قال:«سُبْحَانَ الذي سَخَّرَ لَنَا هَذَا وَمَا كُنَّا لَهُ مُقْرِنِينَ وَإِنَّا إِلَى رَبِّنَا لَمُنْقَلِبُونَ، اللهُمَّ إِنَّا نَسْأَلُكَ في سَفَرِنَا هَذَا الْبِرَّ وَالتَّقْوَى وَمِنَ الْعَمَلِ مَا تَرْضَى، اللهُمَّ هَوِّنْ عَلَيْنَا سَفَرَنَا هَذَا ..»